# Phoebastria

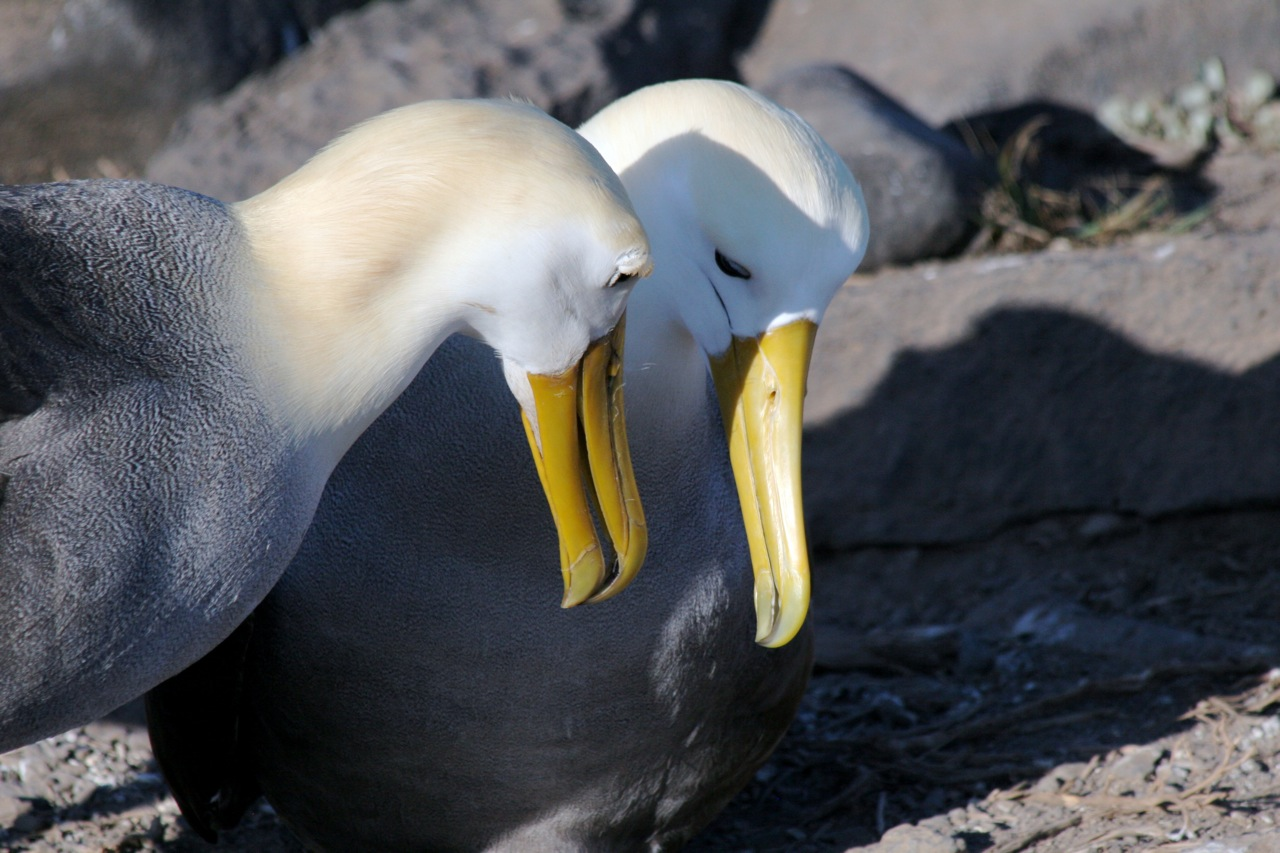
Coppia di albatri vermicolati.

Phoebastria Reichenbach, 1853 è un genere di uccelli della famiglia dei Diomedeidi, che comprende i cosiddetti albatri del Pacifico settentrionale. Sono le specie più tropicali della loro famiglia: due (l'albatro di Laysan e quello piedineri) nidificano nella catena insulare delle Hawaii Nord-occidentali, una (l'albatro codacorta) nelle isole sub-tropicali a sud del Giappone e l'altra (l'albatro vermicolato) presso l'equatore.

## Tassonomia
La tassonomia del genere Phoebastria, come quella di tutti gli albatri, è piuttosto confusa. Al giorno d'oggi è accettato quasi da tutti, sulla base di prove molecolari (ad es. Nunn et al., 1996) e dei resti fossili, che Phoebastria sia un genere distinto da Diomedea, in cui in passato venivano classificati quasi tutti gli albatri «bianchi», ma attualmente ristretto solo ai «grandi» albatri.
Comprende le seguenti specie:
- Phoebastria immutabilis (Rothschild, 1893) – albatro di Laysan
- Phoebastria nigripes (Audubon, 1839) – albatro piedineri
- Phoebastria irrorata (Salvin, 1883) – albatro vermicolato
- Phoebastria albatrus (Pallas, 1769) – albatro codacorta

## Evoluzione
Phoebastria e Diomedea erano già separati tra loro nel Miocene Medio (12-15 Ma). Sono note alcune forme fossili che provano che a quei tempi il genere era diffuso anche nell'Atlantico settentrionale. La distribuzione attuale, stando così le cose, sarebbe quindi relitta. La specie più antica, P. californica, aveva all'incirca le dimensioni dell'albatro codacorta e potrebbe essere l'antenato di questa specie.
Specie fossili
- Phoebastria californica (Miocene Medio di Sharktooth Hill, USA)
- Phoebastria anglica (Pliocene Medio - Pleistocene Superiore delle coste atlantiche del North Carolina)
- Phoebastria cf. albatrus (Pliocene Superiore della Contea di San Diego, USA) - in passato Diomedea howardae
- Phoebastria rexsularum
- Phoebastria cf. immutabilis (Pleistocene di San Pedro, USA)
- Phoebastria cf. nigripes (Pleistocene di San Pedro, USA)